# Basilobelba africana
Basilobelba africana är en kvalsterart som beskrevs av Wallwork 1961. Basilobelba africana ingår i släktet Basilobelba och familjen Basilobelbidae. Inga underarter finns listade.